# Miss Tourism Queen International
Miss Tourism Queen International é um concurso de beleza feminino internacional realizado anualmente na China que ganhou muita popularidade desde sua criação, em 2004. Há alguns anos o portal Global Beauties, site de informações sobre concursos de beleza em geral, chegou a incluir o concurso entre as principais competições de beleza do mundo, porém este voltou atrás após um hiato de não realização do concurso. A atual detentora do título internacional é a brasileira Camilla Reis Cavalcanti Góis.

## Resultados
| Ano  | Vencedora                | País      | Cidade Natal    | Local do Evento |
| 2004 | Zabina Rashid            | Índia     | Mumbai          | Hangzhou        |
| 2005 | Nikoletta Ralli          | Grécia    | Atenas          | Hangzhou        |
| 2006 | Justine Gabionza         | Filipinas | Manila          | Hangzhou        |
| 2007 | Olga Zarubina            | Rússia    | São Petersburgo | Zhengzhou       |
| 2008 | Silvia Cornejo           | Peru      | Trujillo        | Zhengzhou       |
| 2009 | Ekaterina Grushanina     | Rússia    | Cheliabinsk     | Zhengzhou       |
| 2011 | Kantapat Peeradachinarin | Tailândia | Ratchaburi      | Xian            |
| 2013 | Alise Miškovska          | Letônia   | Daugavpils      | Xianning        |
| 2015 | Nathalie Mogbelzada      | Holanda   | Amsterdã        | Wenzhou         |
| 2016 | Anu Namshir              | Mongólia  | Ulaanbaatar     | Wenzhou         |
| 2018 | Camilla Reis             | Brasil    | Maceió          | Bancoque        |
| 2019 | Mononoke Woo             | China     | Pequim          | Enshi           |

### Observação
1. O certame não foi realizado nos anos de 2010, 2012, 2014 e 2017.

## Conquistas

### Por País
| País      | Títulos | Vitórias   |
| Rússia    | 2       | 2007, 2009 |
| China     | 1       | 2019       |
| Brasil    | 1       | 2018       |
| Mongólia  | 1       | 2016       |
| Letônia   | 1       | 2013       |
| Holanda   | 1       | 2015       |
| Tailândia | 1       | 2011       |
| Peru      | 1       | 2008       |
| Filipinas | 1       | 2006       |
| Grécia    | 1       | 2005       |
| Índia     | 1       | 2004       |

### Por Continente
| Continente | Títulos |
| Europa     | 5       |
| Ásia       | 5       |
| Américas   | 2       |
| África     | 0       |
| Oceania    | 0       |

## Ligações Externas
- Site do CNB

- Site do Concurso (em inglês)